# Passeport bélizien
Le passeport bélizien est un document de voyage international délivré aux ressortissants béliziens, et qui peut aussi servir de preuve de la citoyenneté bélizienne. 